# Totalreflektion

En stråle från ett optiskt tätare medium blir dels reflekterad, dels transmitterad med en större vinkel från normalen. När infallsvinkeln blir för stor, är en transmitterad stråle inte möjlig, och blir all intensitet reflekterad.

Totalreflektion eller totalreflexion är ett fenomen, då ljusstrålar reflekteras i en gränsyta mellan två medier med olika optisk täthet. Om ljuset kommer från det optiskt tätare materialet, finns vid tillräckligt stor infallsvinkel inget utrymme för en bruten stråle i det optiskt tunnare mediet, och allt ljus reflekteras tillbaka in i det optiskt tätare mediet.
Dessa kriterier måste uppfyllas för att totalreflexion skall inträffa:
1) ljusstrålen går från ett optiskt tätare till ett optiskt tunnare ämne 2) infallsvinkeln är större än gränsvinkeln för totalreflexion. 
Gränsvinkeln ges av Snells lag:
{\displaystyle n_{1}\sin \theta _{c}=n_{2}\sin 90^{\circ }\Leftrightarrow \theta _{c}=\arcsin {\frac {n_{2}}{n_{1}}}.}
För gränsytan mellan luft och vatten betyder det att gränsvinkeln är arcsin(0,75) = 49°. För glas och luft är gränsvinkeln 42°.
Detta fenomen har sin betydelse bland annat vid ledning av optiska signaler i fiberoptik.